# Peter Berlin
Armin Hagen Freiherr von Hoyningen-Huene es un fotógrafo, artista, cineasta, diseñador de ropa, y modelo nacido en el año 1942. Es conocido por su nombre artístico, Peter Berlin.
A inicios de la década de 1970, Berlín era uno de los homosexuales masculinos más reconocibles de imágenes eróticas. Él mismo actuaba como su propio fotógrafo, modelo y diseñador de moda, y en estos campos Berlin redefinió el autorretrato y se convirtió en una sensación internacional.
Sus dos películas, Nights in Black Leather (1973) y That Boy (1974), fueron lanzadas con éxito, se trataba de películas pornográficas de género homosexual. Junto con otros realizadores de películas eróticas como Wakefield Poole y Jack Deveau, pudo llevar las películas eróticas homosexuales al mundo artístico.

## Trayectoria
Berlin fue el segundo de tres hermanos (una hermana y un hermano, Mirna Reinhold, que murió en 1970 en un accidente automovilístico) y sus padres fueron Eduard Barón von Hoyningen-Huene y su esposa Marion, con 20 años de edad en el momento de su nacimiento. Él nació en Lodz, Polonia, y creció en Berlín, Alemania, de donde tomó su nombre artístico. Era pariente del fotógrafo de moda estadounidense George Hoyningen-Huene. 
A los 20 años de edad, trabajó como fotógrafo para un programa de entrevistas en la televisión alemana, lo que le permitió fotografiar a grandes celebridades del cine europeo. Luego, él mismo diseñó su ropa y comenzó a crear una nueva moda sin etiqueta alguna. También fue pintor e ilustrador. Comenzó a fotografiarse a sí mismo en poses eróticas y con ropa muy ajustada, que era lo que comenzaba a usarse en los años setenta en las calles de Berlín, Roma, París, Nueva York o San Francisco.
Establecido en San Francisco, pronto se convirtió en una figura popular en la escena LGTB, posando para grandes artistas como Robert Mapplethorpe, Tom of Finland o Andy Warhol; entre sus amistades se contaban Salvador Dalí o Rudolf Nureyev. También realizó exposiciones artísticas de sus propias creaciones en prestigiosas galerías. Retirado del cine para adultos en 1977, reside en Estados Unidos.

## Filmografía
Películas
- 1973: Nights in Black Leather (actor)
- 1974: That Boy (director, productor, escritor, actor) (aparecido con el nombre de Peter Burian)

Documentales
- 2005: That Man: Peter Berlin

Cortometrajes
- 1973: Waldeslust
- 1974-6: Search
- 1974-6: Ciro and Peter
- 1976-7: Blueboys

## Premios
- 2007: GayVN Awards, Categoría: "2007 GayVN salón de la fama"